# 河本ロバート
クリストファー・ロバート・河本・ブース（クリストファー・ロバート・かわもと・ブース、Christopher Robert Kawamoto Boothe、1986年1月30日 - ）は、東京都西多摩郡奥多摩町出身の元プロ野球選手（投手）、高校野球指導者。右投右打。現役時代の登録名は徳島では「河本ロバート」、新潟では「ロバート・ブース」、CPBLでは「河本羅柏特R.B」。

## 来歴
アメリカ人の父グレン（元3A選手）と日本人の母の間に生まれたハーフ。5兄弟の三男で、兄二人と姉と妹がいる。
中学まではサッカー選手で、柏レイソルの育成部門・柏レイソル青梅でプレーしていた。
スポーツ推薦で八王子実践高等学校商業科入学後に野球を始め、甲子園の予選で敗退。亜細亜大学では公式戦成績はわずか1勝に終わったものの、野球を始めてわずか数年で最高152kmの速球をマークしたことから、その素質は国内球団が早くからマークしていた。
大学4年時にプロ志望届を出していたが、2007年のドラフト会議で指名を見送って頂くように話し合いを行い、本人がどちらかを選べる選択肢を残しつつ最終的に本人がマイナー契約を選択。
2007年12月、ロサンゼルス・ドジャースとマイナー契約。2008年6月、ルーキーリーグのオグデン・ラプターズに入団。2009年4月、Aのグレートレイクス・ルーンズ、2010年4月、AdvAのカリフォルニアリーグのインランドエンパイア・シックスティシクサーズに昇格。しかし、2011年の開幕前に制球力を失う「イップス」に見舞われ、同年で退団。
2012年4月、新潟アルビレックスBCに練習生として入団した。6月12日、選手契約を結んだ。シーズンを通して抑えとして27試合に登板し、1勝1敗11セーブの結果を残した。オフはオーストラリアのウィンターリーグに参加。
2013年4月17日にLamigoモンキーズへの移籍が発表された。だが同年5月27日解雇され、6月1日にわずか1か月半で新潟アルビレックスBCへ復帰した。復帰後はシーズン終了まで新潟に在籍したが、2013年11月27日に退団が発表された。
2014年シーズンは四国アイランドリーグplusの徳島インディゴソックスでプレー。登録名を変更したのは、プレーする場所の変更に合わせて一新したいと思ったことに加え、母親からの要望もあった。30試合に登板、最速156kmもマークし、8勝5敗3セーブ、防御率はリーグ2位の1.70の成績をあげ、チームの年間総合優勝に貢献した。11月からはコロンビアのウィンターリーグに参加。2015年2月、契約満了で徳島を退団したことが発表された。
その後、横浜DeNAベイスターズから育成契約で獲得の打診があったものの、固辞して現役を引退。翌2016年2月2日に学生野球資格を回復し、同年からは母校である八王子実践高校でコーチを務め、2019年春の都大会終了後からは監督に就任した。

## 人物
アメリカ人とのハーフ。当初英語は話せなかったが4年間のアメリカ生活により英語も話せるようになっている。現在は日本国籍を取得しており、2013年3月に高校時代の同級生と結婚した。
監督を務める八王子実践高校の選手からは、親しみを込めて「ロバートさん」と呼ばれており、河本は「『監督』と呼ばれる方が嫌かもしれないですね。『監督』というだけで、距離ができる」と語る。

## 詳細情報

### 年度別投手成績
| 年 度     | 球 団     | 登 板 | 先 発 | 完 投 | 完 封 | 無 四 球 | 勝 利 | 敗 戦 | セ 丨 ブ | ホ 丨 ル ド | 勝 率 | 打 者 | 投 球 回 | 被 安 打 | 被 本 塁 打 | 与 四 球 | 敬 遠 | 与 死 球 | 奪 三 振 | 暴 投 | ボ 丨 ク | 失 点 | 自 責 点 | 防 御 率 | W H I P |
| --------- | --------- | ----- | ----- | ----- | ----- | -------- | ----- | ----- | -------- | ----------- | ----- | ----- | -------- | -------- | ----------- | -------- | ----- | -------- | -------- | ----- | -------- | ----- | -------- | -------- | ------- |
| 2013      | Lamigo    | 14    | 0     | 0     | 0     | 0        | 0     | 0     | 5        | 1           | ----  | 78    | 17       | 14       | 0           | 10       | 1     | 5        | 12       | 3     | 0        | 7     | 7        | 3.71     | 1.47    |
| 通算：1年 | 通算：1年 | 14    | 0     | 0     | 0     | 0        | 0     | 0     | 5        | 1           | ----  | 78    | 17       | 14       | 0           | 10       | 1     | 5        | 12       | 3     | 0        | 7     | 7        | 3.71     | 1.47    |

### 独立リーグでの投手成績
| 年 度    | 球 団    | 登 板 | 完 投 | 完 封 | 無 四 球 | 勝 利 | 敗 戦 | セ 丨 ブ | 勝 率 | 打 者 | 投 球 回 | 被 安 打 | 被 本 塁 打 | 与 四 球 | 与 死 球 | 奪 三 振 | 暴 投 | ボ 丨 ク | 失 点 | 自 責 点 | 防 御 率 | W H I P |
| -------- | -------- | ----- | ----- | ----- | -------- | ----- | ----- | -------- | ----- | ----- | -------- | -------- | ----------- | -------- | -------- | -------- | ----- | -------- | ----- | -------- | -------- | ------- |
| 2012     | 新潟     | 27    | 0     | 0     | 0        | 1     | 1     | 11       | .500  | 100   | 24.0     | 18       | 1           | 7        | 1        | 23       | 5     | 0        | 7     | 7        | 2.63     | 1.04    |
| 2013     | 新潟     | 21    | 0     | 0     | 0        | 2     | 1     | 1        | .667  | 97    | 18.1     | 27       | 0           | 13       | 3        | 17       | 2     | 3        | 15    | 13       | 6.38     | 2.21    |
| 2014     | 徳島     | 30    | 3     | 1     | 0        | 8     | 5     | 3        | .615  | 441   | 111.1    | 77       | 0           | 28       | 11       | 72       | 4     | 2        | 28    | 21       | 1.70     | 0.95    |
| BCL：2年 | BCL：2年 | 48    | 0     | 0     | 0        | 3     | 2     | 12       | .600  | 197   | 42.1     | 45       | 1           | 20       | 4        | 40       | 7     | 3        | 22    | 20       | 4.28     | 1.54    |
| IL：1年  | IL：1年  | 30    | 3     | 1     | 0        | 8     | 5     | 3        | .615  | 441   | 111.1    | 77       | 0           | 28       | 11       | 72       | 4     | 2        | 28    | 21       | 1.70     | 0.95    |

### 背番号
- 44 （2012年 - 2013年途中、2013年途中 - 同年終了）
- 26 （2013年途中 - 同年途中）
- 21 （2014年）

### 登録名
- ロバート・ブース （2012年 - 2013年途中、2013年途中 - 同年終了）
- 河本羅柏特R.B （2013年途中 - 同年途中）
- 河本 ロバート （2014年）